# Metáforas bíblicas
As Metáforas bíblicas são comuns na Bíblia.
Um uso muito significante das metáforas está no seu emprego bíblico. Na Bíblia as metáforas têm um valor crucial, entende-las é a forma mais sensata de se aproximar do que o hagiógrafo buscou expressar.
A expressão conhecer na Bíblia é um exemplo disto. Esta expressão quando relacionada a homem e mulher está além de mero conhecimento social do indivíduo, mas o contato carnal próprio da relação entre sexos.
Isto deixa mais claro trechos bíblicos comuns como de Gêneses (Antigo Testamento), ‘Deus fez homens e mulheres, então eles se conheceram’. No Evangelho de São Lucas (Novo Testamento), Maria na anunciação afirma, “como poderei conceber, se não conheço homem.
Metaforização Errônea
Existem porém muitos termos que originalmente não eram vistos como metáforas, e com o passar do tempo se tornaram metáforas, algo comum, de evolução errônea, como o termo “Legião” que se referia originalmente como os Legionários, Milícia, ou legião romana e cujo sentido atual usado por correntes pentecostais que se aproxima de um coletivo para demônios.